# (4880) Товстоногов
(4880) Товстоногов (лат. Tovstonogov) — типичный астероид главного пояса, открыт 14 октября 1975 года советским астрономом Людмилой Черных в Крымской астрофизической обсерватории и 5 марта 1996 года назван в честь советского театрального режиссёра и педагога Георгия Товстоногова.

## Обнаружение и именование
(4880) Товстоногов
Открыт 14 октября 1975 года в Научном Л. И. Черных.
Назван в память о выдающемся русском театральном режиссёре, писателе и искусствоведе Георгии Александровиче Товстоногове (1913—1989). Будучи главным режиссёром Большого драматического театра в Ленинграде (ныне Санкт-Петербург) в течение 40 лет, он был создателем многочисленных уникальных театральных постановок.
Оригинальный текст (англ.)4880 Tovstonogov
Discovered 1975-10-14 by Chernykh, L. I. at Nauchnyj.
Named in memory of Georgij Aleksandrovich Tovstonogov (1913—1989), outstanding Russian theatre producer, writer and art critic. As the chief producer at the Bolshoj Dramatic Theatre in Leningrad (now St. Petersburg) for 40 years, he was the creator of numerous unique theatrical performances.
Источники: DISCOVERY.DB; M.P.C. 26762.

## Орбита

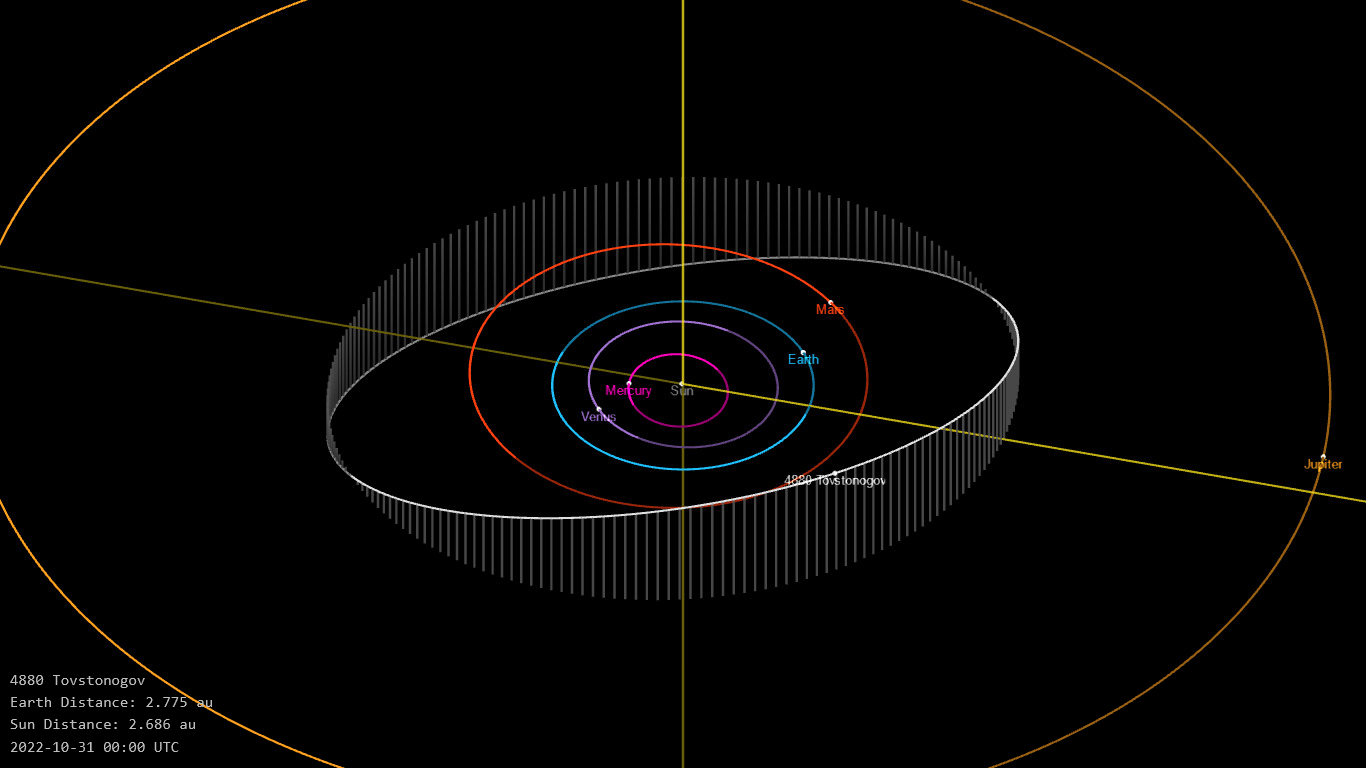
Орбита астероида Товстоногов и его положение в Солнечной системе

## Физические характеристики
Астероид относится к таксономическому классу S.
По результатам наблюдений в видимом и ближнем инфракрасном диапазоне космического телескопа NEOWISE диаметр астероида сначала оценивался равным 8,91±0,42 км, позже — 8,908±0,418 км. Согласно тем же источникам альбедо оценивается как 0,353±0,047.